# Andrea Ølbye Hjejle
Andrea Ølbye Hjejle (født den 28. juli 2005) er en dansk skuespillerinde, der debuterede i den ene hovedrolle som Fanny i Jonas Risvigs film Kontra 2024.
Andrea medvirkede den 25.09.2024 i podcasten 112 For Knuste Hjerter med værtinde Maria Jencel. 

## Familie og privatliv
Andrea er datter af Jo-C-Fine (født Josefine Andrea Brammer Hjejle) og dermed i familie med skuespilleren Iben Hjejle, der er moderens kusine. Desuden er Andrea lillesøster til den tidligere barneskuespiller Martine Ølbye Hjejle og kusine til skuespilleren Anton Hjejle.

## Udvalgt filmografi

### Film
- Kontra (2024) - Fanny